# 二丁目お茶の間劇場
『二丁目お茶の間劇場』（にちょうめおちゃのまげきじょう）は2014年3月31日からRKB毎日放送（RKBラジオ）で放送されているワイド番組である。放送開始当初は月曜日の夜に放送されていたが、2016年春の改編より午後の帯番組へと移行。2017年春に夜の番組に戻った。

## 番組概要
パーソナリティー2人がリスナーからのメッセージ等をもとにお茶の間での世間話のようなトークを展開する番組。
メインパーソナリティの坂口卓司は「坂口卓司のラジコミ。」が終了した2006年9月以来、7年半ぶりにレギュラー番組を持つことになった。
放送開始より2017年9月までは坂口と富永倫子の2人が担当してきたが、2017年10月の改編より半年間、金曜日担当として中上真亜子・加藤淳也がパーソナリティに加わる。2018年春からは坂口・富永の2人体制に戻るも、月曜日の夜・日曜日の午前という週2回の放送になる。2019年春改編では「アサラジ！」の開始に伴い再び週1回の放送に。

## 放送時間
- 月曜日 17:30 - 20:00 (JST。-)

2025年4月現在

### 過去の放送時間
いずれもJST。
- 月曜日 18:00 - 20:45（放送開始 - 2015年3月23日）
  - ただし7月 - 12月は『博多華丸のくろいさでつながるバイ！』放送のため、18:00 - 20:30に短縮。
- 月曜日 18:00 - 20:00（2015年3月29日 - 2016年3月21日）
- 月曜日 - 金曜日 12:00 - 15:00（JST。2016年3月28日 - 2017年3月31日）
- 月曜日 18:00 - 19:45（JST。2017年4月3日 - 9月29日）
- 月曜日 - 金曜日 18:00 - 20:00（2017年10月2日 - 2018年3月29日）
- 月曜日 17:00 - 20:15、日曜日 9:45 - 13:00（JST。2018年4月2日 - 2019年3月31日）
- 月曜日 17:48 - 21:00（JST。2019年4月1日 - 2020年9月）
- 月曜日 19:00 - 21:00（JST。2020年9月28日 - 2021年3月22日）
- 月曜日 19:00 - 21:30（JST。2021年3月29日 - 2023年3月24日）
- 月曜日 17:48 - 20:00（JST。2023年4月3日 - 2024年3月25日)
- 月曜日 17:30 - 20:00（JST。2024年4月1日 - 10月28日)
- 月曜日 17:45 - 20:00 (JST。2024年11月4日-)

## パーソナリティ
- 坂口卓司（月曜日 - 木曜日担当[4]）
- 富永倫子（同上[4]）
- 下田文代（2024年4月より。ネットワークトゥデイのみの出演）

### 過去のパーソナリティ
- 竹下明子（中継リポーター）
- 島田誠（ワンコーナーのみの出演）
- 加藤淳也※月曜日のみ
- 山際千津枝※火曜日のみ
- 龍山康朗※水曜日のみ
- 中上真亜子（2017年10月6日 - 2018年3月23日 金曜日担当）
- 加藤淳也（同上）

## スタッフ
- ディレクター　豊増和彦（フリーランス）
- テクニカル・ディレクター 前田貴彦（RKB CINC）

## コーナー

### 現在放送中のコーナー
- ネットワークトゥデイ
  - 2018年度のみフロート番組としてJRN各局向けのTBSラジオ制作版をネットワークフラッシュ／ほっとインフォメーションと共にネット。
  - 2024年4月からはナイターイン期間中（概ね4月から10月まで）に限り当番組が17時30分までに再拡大、並び火曜から金曜までナイターイン期間中は『ホークスイニング0』のコーナーを設ける方針から、自社制作の企画ネットとして17時35分頃に内包。他の曜日と同じく下田文代が担当し、全国・福岡のニュースを伝える他、パーソナリティとのフリートークを設ける。なお、ナイターオフ期間（概ね11月から翌年3月まで）は従来通り、TBSラジオ制作版を単独番組としてネットし、その後に本番組を開始する。
- お茶の間スタジアム…加藤淳也の麺喰い侍
- クイズ残業代…竹下明子が出題
- ニュースのスキマ
- 幕間です
- ラジオブラックジャック
- クイズ残業代 正解発表
- キンハイギンハイ研究所（フロート番組）
- しらいえこの夜の診察室
- 私の中の井上陽水…後述
- 心がたり歌がたり
- 快適生活ラジオショッピング

### 過去に放送していたコーナー
- 竹下明子の道草リポート
- スナッピースポット
- 楽屋へようこそ
- 誠の夜の素振り
- ドライバーズ・リクエスト（フロート番組）
- 河村通夫の大自然まるかじりライフ（フロート番組）
- お茶の間フィットネス（橋詰京美出演）
- 吉田類の博多ほろ酔い日記（月曜のみ、フロート番組）

#### 日曜日
- クイズ休日手当…橋詰京美・明光院昌子が出題
- ヨドバシカメラpresents ロバートの家電研究所（フロート番組）
- サンデー卓司
- 藤清光のよかもんはよか
- スナッピースポット
- くにまる・野崎のヒガシマルうすくち道場（フロート番組）
- ここいろ気分in福岡（フロート番組）
- クイズ休日手当 正解発表
- ピンチーズがやってきた…ザ・ピンチーズの中村美由紀・麦田陽子による中継コーナー。
- 幕間です
- YOKATOKO!福岡
- ラジオブラックジャック

## エピソード
- 2017年1月23日の放送は坂口が体調不良、富永がインフルエンザに感染したためレギュラーパーソナリティーが2人とも欠席する事態になり、竹下と西田たかのりが代理出演した[5]。なお、この日はディレクターとアシスタントディレクターもインフルエンザのため欠席していた[6]。なお、富永は翌日から復帰したが、坂口の方は、実際は重症で、手術を要す状態であったことからしばらく番組を休み、復帰したのは、3月30日であった。

## 今夜かく語りき

### 概要
井上陽水のデビュー50周年を祝い、様々なゲストとともにその足跡を振り返るミニ番組。
2019年4月に「私の中の井上陽水」として放送開始。もともと当番組のフロート番組として20:30〜20:40の放送であったが、2020年10月に独立し、月曜22:00〜22:10の放送になった。2021年4月に現タイトルへ改名。

### 出演者
- 富永倫子

### スポンサー
- 三洋ペイント